# Estadi Apollonio
L'Estadi Apollonio és un estadi de'hoquei sobre gel localitzat a Cortina d'Ampezzo (Itàlia) en el qual es van celebrar alguns dels partits dels Jocs Olímpics d'Hivern de 1956.
Originalment el terreny de joc tenia unes dimensions de 47 m x 85 m, però es van augmentar a 62,5 m x 85 m per poder disposar de dos terrenys perquè es pogueren jugar dos partits simultanis. Originalment podia albergar 1000 espectadors asseguts, però es va ampliar per tenir una capacitat final de 2000.